# Editorial Catalana

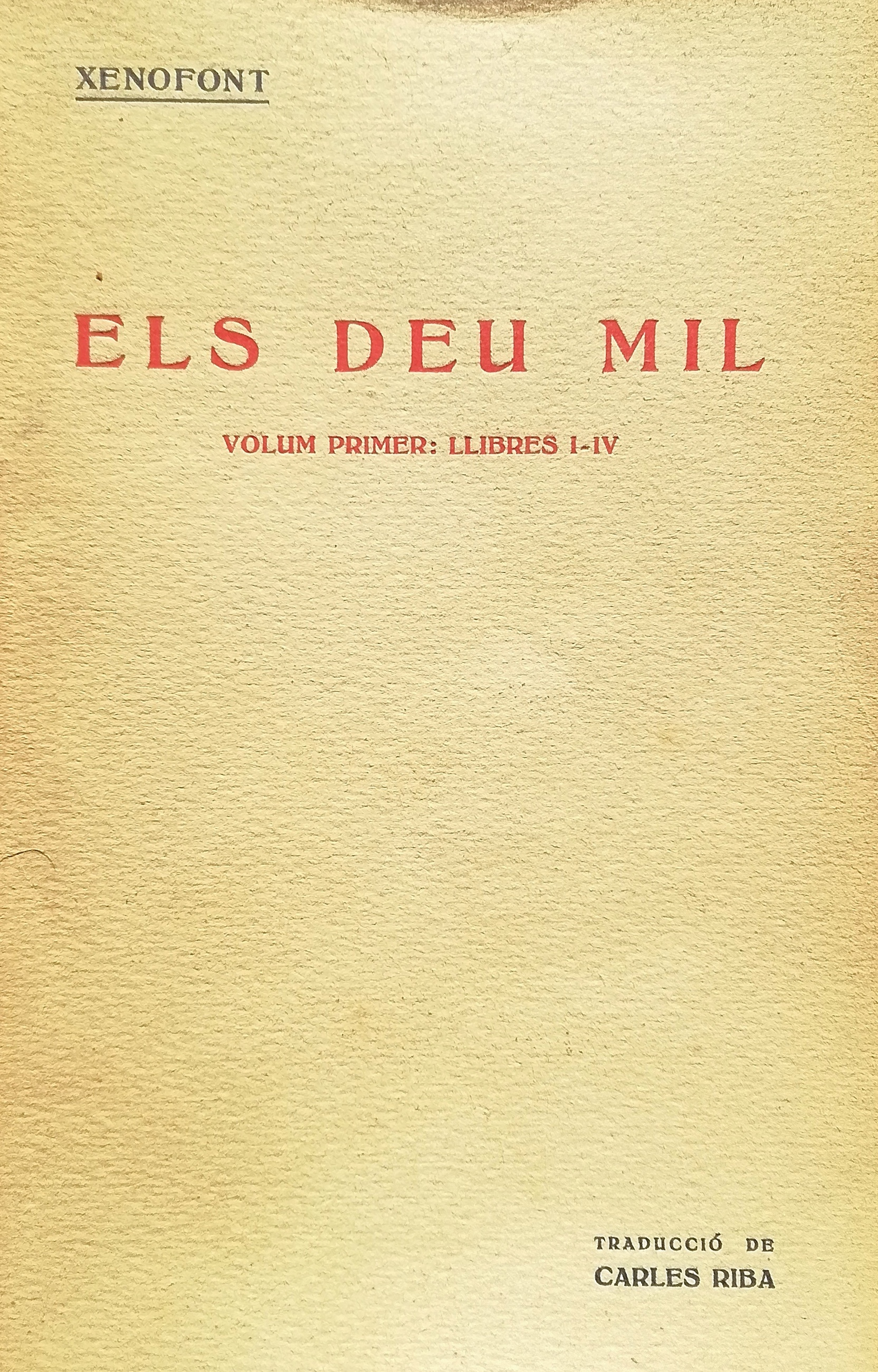
Els deu mil (o Anàbasi) de Xenofont, traduïda per Carles Riba i publicada l'any 1922. És un dels tants llibres que va publicar l'Editorial Catalana.

L'Editorial Catalana fou una empresa editora fundada a Barcelona l'any 1917, sota el patrocini de la Lliga Regionalista, per iniciativa d'Enric Prat de la Riba, amb Francesc Cambó al capdavant del consell d'administració, la gerència dels germans Josep i Pau Pugés i, fins al 1921, la direcció literària de Josep Carner.
Editorial Catalana, S. A., tingué la seva seu al carrer de Mallorca, entre els números 257 i 259 de Barcelona.
El ventall de les publicacions que va treure al mercat fou, en pocs anys, molt nombrós i variat. Així, publicà les revistes “Catalunya Marítima”, “D'Ací i d'Allà”, “Agricultura” (dita després “Agricultura i Ramaderia”) i “Economia i Finances”, i les col·leccions de llibres “Biblioteca Catalana” (d'autors catalans), “Biblioteca Literària” (d'autors estrangers) i “Enciclopèdia Catalana”. Des del 1924 una part de les revistes i de les col·leccions foren continuades per la Llibreria Catalònia.